# Räggsjön
Räggsjön är en sjö i Bräcke kommun i Jämtland och ingår i Ljungans huvudavrinningsområde. Sjön har en area på 2,18 kvadratkilometer och ligger 359 meter över havet. Sjön avvattnas av vattendraget Räggån.

## Delavrinningsområde
Räggsjön ingår i det delavrinningsområde (695555-149919) som SMHI kallar för Utloppet av Räggsjön. Medelhöjden är 391 meter över havet och ytan är 16,55 kvadratkilometer. Räknas de 4 avrinningsområdena uppströms in blir den ackumulerade arean 38,96 kvadratkilometer. Räggån som avvattnar avrinningsområdet har biflödesordning 5, vilket innebär att vattnet flödar genom totalt 5 vattendrag innan det når havet efter 177 kilometer. Avrinningsområdet består mestadels av skog (70 procent) och sankmarker (11 procent). Avrinningsområdet har 2,18 kvadratkilometer vattenytor vilket ger det en sjöprocent på 13,2 procent.